# Utricularia andongensis
Utricularia andongensis är en tätörtsväxtart som beskrevs av Friedrich Welwitsch och William Philip Hiern. Utricularia andongensis ingår i släktet bläddror, och familjen tätörtsväxter. Inga underarter finns listade i Catalogue of Life.